# Níki Keraméos
Níki Keraméos (grec moderne : Νίκη Κεραμέως), née le 18 juillet 1980 à Thessalonique, est une femme politique grecque.

## Biographie
Aux élections législatives grecques de janvier 2015, Níki Keraméos est élue députée au Parlement grec sur la liste nationale de Nouvelle Démocratie et siège dans la commission parlementaire des prisons.
De 2019 à 2023, elle est ministre de l'Éducation et des Religions. Elle est re-élue aux election des mai 2023.
En juin 2023, elle devient ministre de l’Intérieur du gouvernement Kyriákos Mitsotákis II.